# Hörnesita
La hörnesita és un mineral de la classe dels fosfats que pertany al grup de la vivianita. Rep el nom per Wilhelm Haidinger l'any 1895 en honor de Moriz Hörnes [14 de juliol de 1815 Viena, Àustria - 4 de novembre de 1868 Viena), conservador del Gabinet de Minerals Imperial, a Viena.

## Característiques
La hörnesita és un arsenat de fórmula química Mg₃(AsO₄)₂(H₂O)₈. Cristal·litza en el sistema monoclínic. La seva duresa a l'escala de Mohs és 1. Forma sèries de solució sòlida principalment amb l'annabergita i l'eritrita.
Segons la classificació de Nickel-Strunz, la hörnesita pertany a «08.CE: Fosfats sense anions addicionals, amb H₂O, només amb cations de mida mitjana, RO₄:H₂O sobre 1:2,5» juntament amb els següents minerals: chudobaïta, geigerita, newberyita, brassita, fosforrösslerita, rösslerita, metaswitzerita, switzerita, lindackerita, ondrušita, veselovskýita, pradetita, klajita, bobierrita, annabergita, arupita, barićita, eritrita, ferrisimplesita, köttigita, manganohörnesita, parasimplesita, vivianita, pakhomovskyita, simplesita, cattiïta, koninckita, kaňkita, steigerita, metaschoderita, schoderita, malhmoodita, zigrasita, santabarbaraïta i metaköttigita.
L'exemplar que va servir per a determinar l'espècie, el que es coneix com a material tipus, es troba conservat a les col·leccions mineralògiques del Museu d'Història Natural de Viena (Àustria), amb el número de catàleg: a.a. 415.

## Formació i jaciments
Va ser descoberta a Ciclova, dins el dipòsit de coure, molibdè i tungstè d'Oraviţa-Ciclova (Caraş-Severin, Romania). Tot i tractar-se d'una espècie no gaire habitual ha estat descrita en tots els continents del planeta a excepció de l'Antàrtida. Als territoris de parla catalana ha estat descrita només a les mines de Brezal, situada a la localitat de Pavies, dins la comarca de l'Alt Palància (País Valencià), i a la mina José Domingo, a L'Argentera (Baix Camp).